# Apologies Are for the Weak
Apologies Are for the Weak é o álbum de estréia e o terceiro lançamento da banda de metalcore Miss May I, e o último com o baixista e vocalista Josh Gillespie. O álbum alcançou o número 29 no Top Heatseekers da Billboard, e número 66 no Top álbums independentes. A faixa "Forgive and Forget" é destaque na Trilha sonora do filme Saw VI.

## Lançamento
O álbum vendeu mais de 25.000 cópias em um ano. Os videoclipes foram feitos para duas músicas, "Architect" e "Forgive and Forget". A Faixa-título do álbum foi apresentada no jogo Saints Row: The Third.
Apologies Are for the Weak também é o último lançamento da banda para incluir o baixista e vocalista Josh Gillespie. Depois deste álbum, Ryan Neff retornou a banda como baixista original.

## Faixas
| N.º            | Título                       | Duração |  |
| 1.             | "A Dance with Aera Cura"     | 3:19    |  |
| 2.             | "Architect"                  | 4:07    |  |
| 3.             | "Not Our Tomorrow"           | 3:12    |  |
| 4.             | "Arms of the Messiah"        | 3:15    |  |
| 5.             | "Apologies Are for the Weak" | 3:12    |  |
| 6.             | "Harlots Breath"             | 3:56    |  |
| 7.             | "Tides"                      | 3:18    |  |
| 8.             | "Blessing with a Curse"      | 3:04    |  |
| 9.             | "Porcelain Wings"            | 3:20    |  |
| 10.            | "Forgive and Forget"         | 3:32    |  |
| Duração total: | Duração total:               | 33:35   |  |

## Créditos
| Miss May I - Levi Benton - vocal - Josh Gillespie - baixo, vocal limpo - Justin Aufdenkampe - guitarra principal - B.J. Stead - guitarra base - Jerod Boyd - bateria, percussão | Produção - Produção, Engenharia e Mixagem por Joey Sturgis - Capa e Design por Dan Mumford |